# Голеностопный сустав
Голеносто́пный суста́в (лат. articulátio talocrurális) — сочленение костей голени со стопой — подвижное соединение большеберцовой, малоберцовой и таранной костей человека. Сложный по строению, блоковидный по форме, образован суставными поверхностями дистальных (расположенных дальше от туловища) эпифизов обеих берцовых костей, охватывающими «вилкой» блок таранной кости. К верхней суставной поверхности таранной кости прилежит большеберцовая кость, а по бокам — суставные поверхности наружной и внутренней лодыжек.
В суставе возможны движения вокруг одной оси:
- поперечная ось — сгибание и разгибание стопы.

## Анатомия

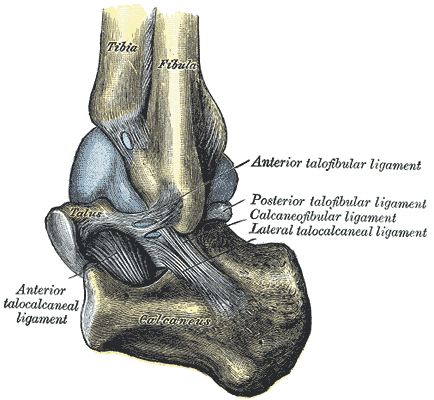
Голеностопный сустав,

Голеностопный сустав, схема.

Большеберцовая и малоберцовая кости охватывают блок таранной кости наподобие вилки. Суставная капсула сзади и по бокам прикрепляется к краям сочленяющихся поверхностей, а спереди на полсантиметра отступает от них. Связки располагаются на боковых поверхностях сустава:
- На внешней стороне сустава расположены передняя и задняя таранно-малоберцовые и пяточно-малоберцовая связки — все они расходятся веерообразно, начинаясь на латеральной лодыжке: передняя таранно-малоберцовая связка (лат. ligaméntum talofibuláre antérius) крепится к шейке таранной кости, задняя таранно-малоберцовая связка (лат. ligaméntum talofibuláre postérius) — к заднему отростку таранной кости, а пяточно-малоберцовая связка (лат. ligaméntum calcaneofibuláre) спускается вниз, оканчиваясь на наружной поверхности пяточной кости.
- На внутренней стороне голеностопного сустава расположена дельтовидная (медиальная) связка (лат. ligaméntum deltoídeum seu mediále), которая начинается на внутренней (медиальной) лодыжке и делится на четыре части:
  - большеберцово-ладьевидная часть (лат. pars tíbionaviculáre) прикрепляется к ладьевидной кости стопы;
  - большеберцово-пяточная (лат. pars tíbiocalcánea) крепится к пяточной кости;
  - передняя и задняя большеберцово-таранные части (лат. pártes tíbiotaláres antérior et postérior), прикрепляющиеся к таранной кости.

## Методика исследования

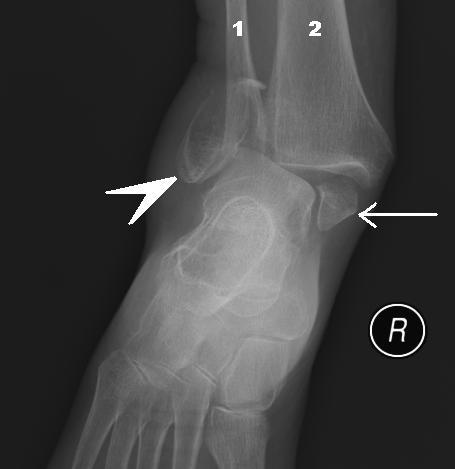
Рентгенограмма голеностопного сустава.

В ходе объективного обследования применяются физикальные методы исследования: осмотр, пальпация. Немаловажное значение имеет тщательный сбор анамнеза. Из инструментальных методов большое распространение получило рентгенологическое исследование голеностопного сустава в прямой, боковой, а также косой проекции. В настоящее время для диагностики применяют также артроскопию.

## Патология

### Воспалительные процессы

#### Артрит
Артри́т голеносто́пного суста́ва — острый или хронический воспалительный процесс, характеризующийся болевым синдромом и нарушением подвижности (ощущение скованности). Область сустава становится отёчной, покрасневшей и горячей на ощупь.

#### Остеоартроз
О́стеоартро́з голеносто́пного суста́ва — дегенеративно-дистрофическое заболевание сустава, развившееся в результате поражения хрящевой ткани суставных поверхностей. Встречается наряду с патологией других крупных суставов (тазобедренного и коленного) и представляет собой серьёзную проблему, связанную с ограничениями в трудовой деятельности.

### Травмы

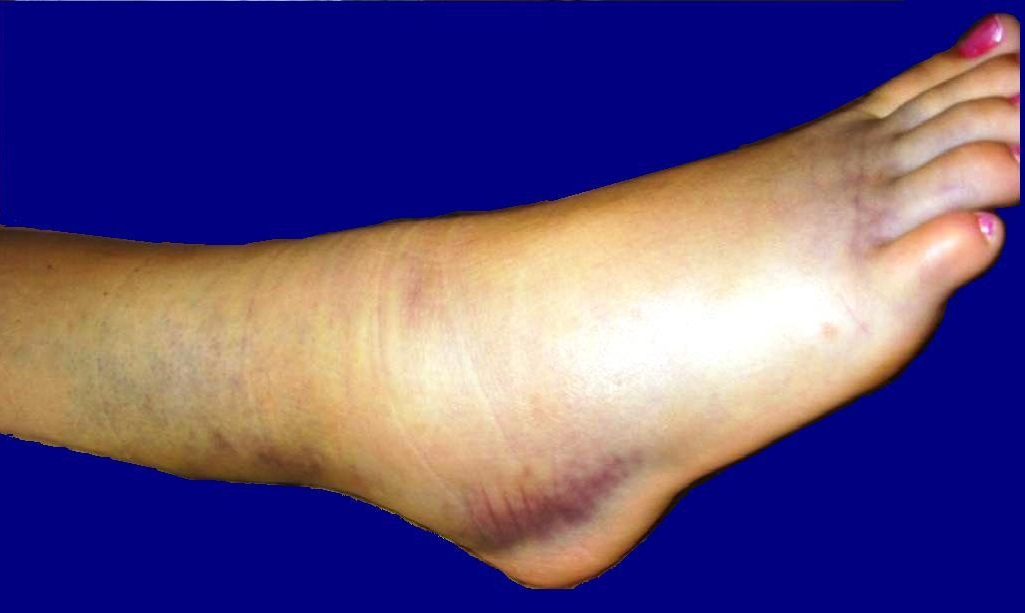
Отёк правого голеностопного сустава.

Повреждения (ушиб, вывих, перелом, растяжение связок), чаще всего возникают в результате прямого воздействия силы при ушибах и падении с высоты.
При растяжении связок голеностопного сустава быстро развивается отек вследствие кровоизлияния с внутренней или наружной стороны сустава, появляются резкие боли при подвертывании стопы внутрь. При пальпации под лодыжками ощущается резкая болезненность. Если одновременно с растяжением связок происходит перелом V плюсневой кости, то определяется резкая боль при пальпации её основания.
Вывихи и подвывихи в голеностопном суставе комбинируются с переломами лодыжек. Вывих может возникнуть в месте соединения таранной и пяточной кости. В этом случае отмечаются значительное утолщение и деформация голеностопного сустава и пяточной области. Пятка подвернута внутрь. 

#### Ранения
В мирное время ранения голеностопного сустава (колотые, рваные, ушибленно-рваные, резаные, рубленые вплоть до травматической ампутации, размозженные, укушенные, огнестрельные) встречаются редко.

## Изображения

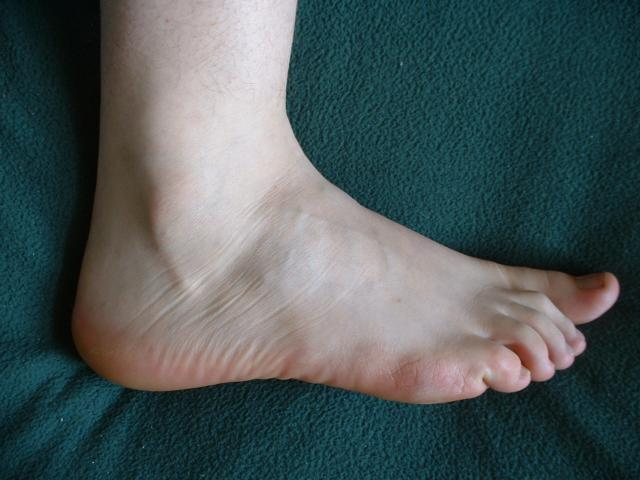
Правый голеностопный сустав, снаружи.
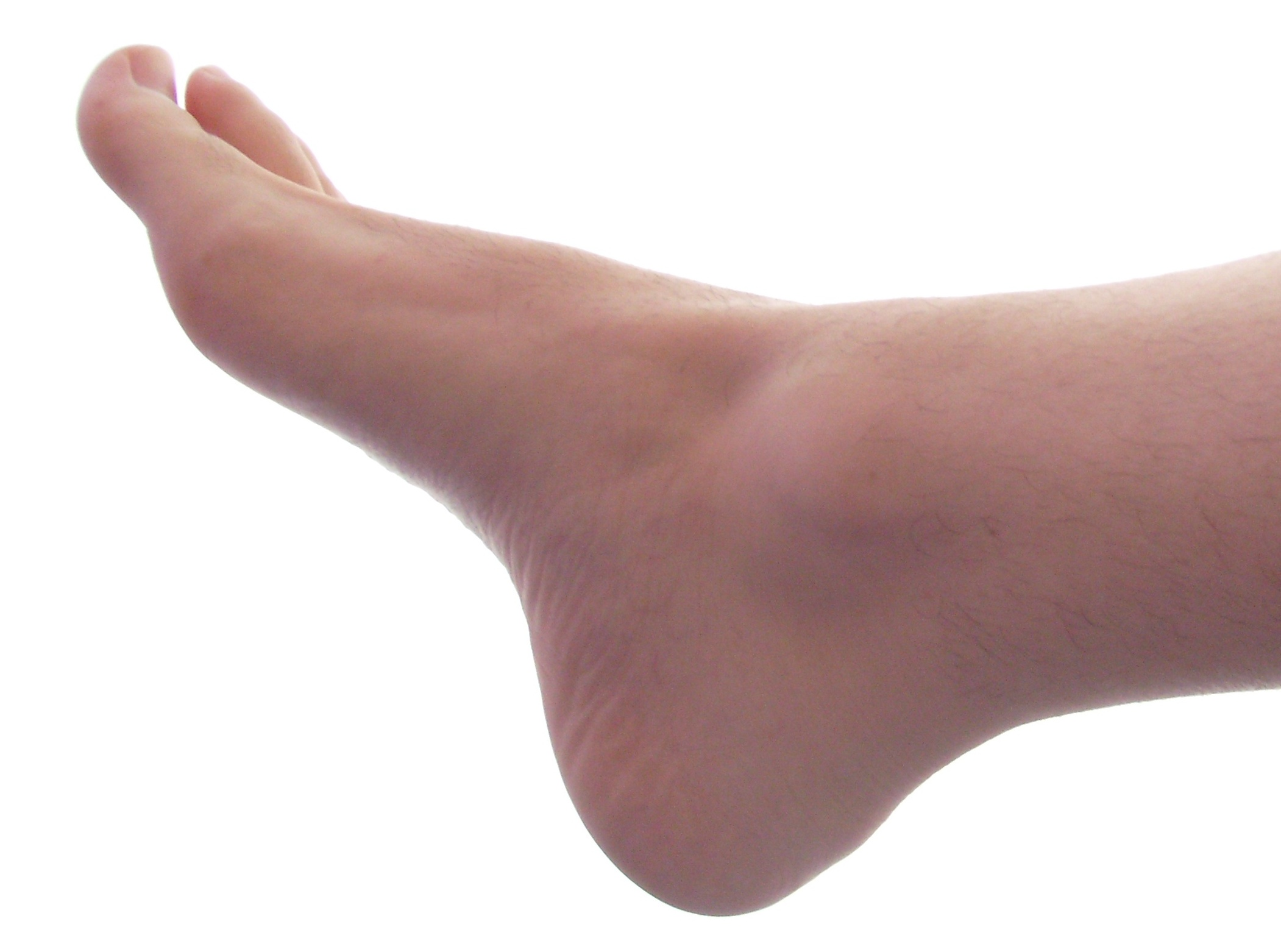
Правый голеностопный сустав.
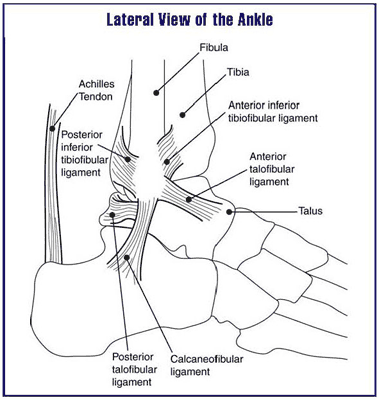
Схема правого голеностопного сустава.
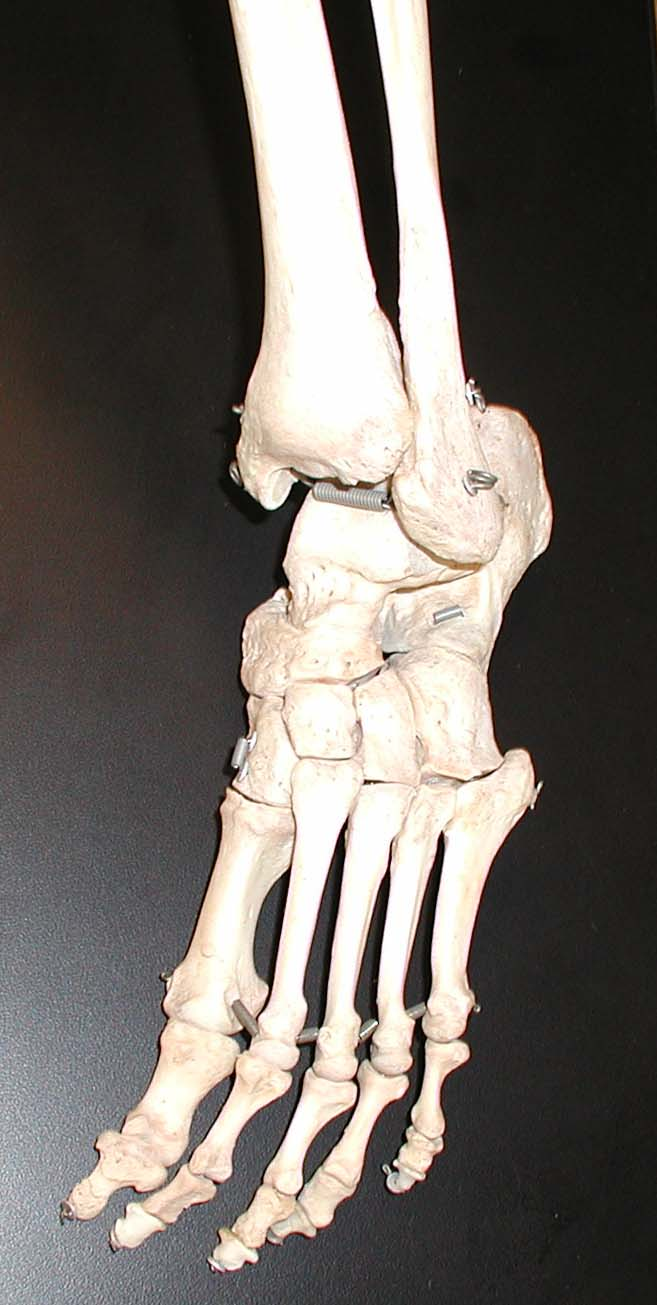
Скелет голени и стопы.